# Vasco Antônio Venchiarutti
Vasco Antônio Venchiarutti (Araraquara, 24 de abril de 1920 — 25 de agosto de 1980) foi um arquiteto e político brasileiro. Foi prefeito de Jundiaí nos anos de 1948 a 1951 e de 1956 a 1959. Suas gestões foram marcadas por uma visão progressista e de grandes obras para a cidade e que até hoje simbolizam e representam a cidade, como o Ginásio Municipal Dr. Nicolino de Lucca (Bolão), Viaduto São João Batista e Avenida Jundiaí-estas obras também tiveram seus projetos arquitetônicos assinados por Vasco.

## Biografia
Filho dos imigrantes italianos Giacomo Venchiarutti (construtor e fachadista) e Antonietta Gaspari. Desmontrou desde muito cedo seu apreço pela arquitetura. Estudou na escola Escola Paroquial da Vila Arens, o Ginásio José Bonifácio de Jundiaí e no Instituto Cesário Motta em Campinas.
Entre 1942 a 1946 estudou na Faculdade de Arquitetura da Universidade do Brasil no Rio de Janeiro. Em seu segundo ano associou-se a quatro outros colegas e auxiliados pelo arquiteto Sérgio Bernardes organizaram um escritório de desenho de arquitetura, onde tiveram que desenhar os projetos de Sérgio Bernardes, além de outros arquitetos de vanguarda como Oscar Niemeyer, Afonso Eduardo Reidy, Jorge Moreira, Roberto Burle Marx. Ainda na faculdade projetou o edifício Nicolau Carderelli, primeiro edifício de características modernas de Jundiaí. Depois de formado retornou a Jundiaí, onde iniciou a sua vida profissional junto a empresa construtora de seu pai, onde projetou e construiu três sobrados, que quebraram a linha e as tendências seguidas na cidade.

## Prefeitura de Jundiaí
Em 1947 candidatou-se à Prefeito Municipal de Jundiaí, sendo eleito, e empossado em 10 de janeiro de 1948. Nesta gestão projetou como arquiteto e executou como prefeito diversas obras públicas, que marcam a feição urbana de Jundiaí até hoje: o viaduto da Ponte São João, a Avenida Jundiaí, o  parque municipal Comendador Antônio Carbonari, a Praça Municipal de Esportes Dr. Nicolino De Luca (Bolão), projeto premiado no Salão Paulista de Belas Artes. Como Prefeito incentivou a instalação de novas indústrias no município, algumas existentes até hoje, tais como a Duratex, e a Standart Brands (atualmente Kraft). Ainda como Prefeito promoveu a doação de terrenos para a Faculdade de Engenharia Industrial (que não foi implantada) e para o Instituto de Educação (atualmente Escola Estadual Bispo Dom Gabriel P. B. Couto), conseguindo do Estado a construção do prédio. Nesta mesma época projetou também diversas obras particulares com destaque para Estádio Doutor Jayme Cintra do Paulista Futebol Clube.
Em 1955 disputou novamente a prefeitura sendo reeleito, iniciando a sua segunda gestão como Prefeito em 10 de Janeiro de 1956. Nesta gestão realizou diversas obras: a represa do Moisés, o calçamento de 300 mil m² de ruas, e a conclusão da av. Jundiaí. Conseguiu do governo do Estado diversas obras de necessidade premente como novas estradas para o Caxambu e Itupeva, retificou a estrada de Campo Limpo Paulista, conseguiu a ampliação do Campo de Aviação, a fixação de novas industrias e assinou o convênio para a criação da Escola Técnica de Construção Civil (Colégio Técnico, atual ETEC), que atualmente leva seu nome, Decreto Lei n° 3783, de 11 de Julho de 1983. Após o fim de seu mandato em 1959, abondonou a politica e dedicou-se exclusivamente a arquitetura.

## Homenagens
- Rua Prefeito Vasco Antônio Venchiarutti, no bairro Jardim da Fonte em Jundiaí
- ETEC Vasco Antônio Venchiarutti (Nomeada atráves do decreto lei n° 3.783, de 11 de Julho de 1983)

- Medalha Vasco Antônio Venchiarutti da GM de Jundiaí (criada através de decreto nº 11.877, de 28 de janeiro de 1991. A medalha Vasco Antônio Venchiarutti é conferida anualmente, por honra e mérito aos integrantes da Corporação que se distinguirem acima do dever.[6])